# Мадлен Лебо
Мадлен Лебо (фр. Madeleine Lebeau; 10 червня 1923 — 1 травня 2016) — французька акторка.

## Рання біографія
Мадлен Лебо народилася неподалік Парижа. У 1939 році одружилася з французьким актором єврейського походження Марселем Даліо (уродж. Ізраїль Мойше Блаушильд). Для неї це був другий шлюб. Вони познайомилися на сцені, де Мадлен грала незначну роль. У 1939 році вона дебютувала у фільмі-мелодрамі Дівчатка у сражданні (Jeunes en détresse). В червні 1940 року подружжя покинуло Париж перед вторгненням німецької армії і опинилося в Лісабоні. Потім їм знадобилися два місяці, щоб отримати візи в Чилі.
Однак коли їх судно досягло берегів Мексики, їх затримала разом з приблизно 200 іншими пасажирами, бо їхні чилійські візи виявилися підробленими. Зрештою вони змогли отримати тимчасові паспорти Канади, а потім переїхали до США.
Голлівудський дебют Мадлен Лебо відбувся в 1941 році у фільмі Затримайте світанок (Hold Back the Dawn) з Олівією Де Гевілленд у головній ролі. В наступному році Мадлен Лебо знялася у фільмі-біографії ірландсько-американського боксера Джеймса Корбетта Джентльмен Джим.

## Касабланка
Пізніше, в тому ж 1941 році, вона була затверджена на роль Івонн у фільмі Касабланка. Кінокомпанія Warner Bros. уклала контракт з нею на $100 доларів на тиждень на термін 26 тижнів.
Вона розповідала Шарлотті Чандлер, біографці Інгрід Бергман: «Мене не вирізали, але через те, що вони продовжували змінювати сценарій і, кожен раз, коли вони змінювали його, моя частина ролі ставала все меншою. Це не було особистим, але я була дуже розчарована».
Під час зйомок у Касабланці розлучилася з чоловіком, який грав круп'є Еміля в цьому ж фільмі.
Після смерті акторки Джой Пейдж у квітні 2008 Мадлен Лебо залишається останньою живою учасницею легендарного акторського складу фільму Касабланка.

## Після «Касабланки»
Слідом за Касабланкою, Мадлен Лебо зіграла ролі у двох американських фільмах. Першою була велика роль у військовій драмі Париж після темряви (1943), де вона грала разом зі своїм колишнім чоловіком. В наступному році зіграла роль у фільмі Музика для мільйонів. Брала участь у бродвейській постановці вистави Французький дотик.
Після закінчення Другої світової війни Мадлен Лебо повернулася до Франції, де залишалася до 1966 року, і продовжила кар'єру. Вона знялася у фільмі Шуани (Les Chouans, 1947), потім знялася в британському фільмі разом з Джин Сіммонс Золота Клітка (1950).

## Пізні роки
Мадлен Лебо зіграла головну роль повії Малу у фільмі Гріхи Мадлен (1951) режисера Анрі Лепажа. Брала участь ще у 20 фільмах, головним чином французьких, включаючи Парижанку (1957) з Бріжіт Бардо в головній ролі та фільмі Вісім з половиною (1963) режисера Федеріко Фелліні. Останні два фільми за участю Мадлен Лебо були зняті в Іспанії в 1965 році.
У 1966 році разом з італійськими сценаристом Тулліо Пінеллі, який брав участь у створенні Вісім з половиною, переїхала до Риму. За нього вона і вийшла заміж у 1988 році. В кінці 1960-х років, вона також з'явилася в декількох телесеріалах, перш ніж повністю піти з кіно.

### Смерть
Померла 1 травня 2016 року в Естепоні, Іспанія, після перелому стегна.

## Фільмографія
| Рік  | Назва                                                            | Роль                                                       | Примітки           |
| ---- | ---------------------------------------------------------------- | ---------------------------------------------------------- | ------------------ |
| 1939 | Дівчата в біді (англ. Girls in Distress)                         | Une élève de la pension (uncredited)                       |                    |
| 1941 | Hold Back the Dawn                                               | Анні                                                       |                    |
| 1942 | Джентльмен Джим англ. Gentleman Jim                              | Анна Гелд                                                  |                    |
| 1942 | Касабланка                                                       | Івонн                                                      |                    |
| 1943 | Париж після темряви                                              | Колетта                                                    |                    |
| 1944 | Музика для мільйонів                                             | Джейн                                                      |                    |
| 1947 | Шуани англ. The Royalists                                        | Марі-Наталі де Верней, шпигунка на республіканській службі |                    |
| 1948 | Таємниця Монте Крісто англ. Le secret de Monte-Cristo            | Марґеріт Вігуру                                            |                    |
| 1950 | Золота клітка                                                    | Марі                                                       |                    |
| 1950 | І я кажу тобі, що вона дивилася на тебе!                         | Аурелі Ламбруск                                            |                    |
| 1951 | Гріхи Мадлен англ. Dupont Barbès                                 | Малу, повія (головна роль)                                 |                    |
| 1951 | Paris Still Sings                                                | Гісель                                                     |                    |
| 1952 | Fortuné de Marseille                                             | Тонія                                                      |                    |
| 1953 | Дивна амазонка                                                   | Елайн                                                      |                    |
| 1953 | Mandate to bring                                                 | Франсуа Делангладе                                         |                    |
| 1953 | Легко та коротко одягнений (рос. égère et court vêtue)           | Жаклін Лорет / Кікі                                        |                    |
| 1953 | Авантюрист Чаду (англ. L'aventurière du Tchad)                   | Фанні Лакур                                                |                    |
| 1954 | Королівські справи у Версалі (англ. Si Versailles m'était conté) | Дама суду (в титрах не вказана)                            |                    |
| 1954 | Quai des blondes                                                 | Неллі                                                      |                    |
| 1954 | Cadet Rousselle                                                  | Маргарита де Бофорт                                        |                    |
| 1955 | Наполеон                                                         | Емілі Пеллапра                                             |                    |
| 1955 | Pícara molinera                                                  | Жаклін                                                     |                    |
| 1956 | Країна, з якої я приходжу                                        | Адрієн Терреу                                              |                    |
| 1957 | Парижанка                                                        | Монік Вілсон                                               |                    |
| 1958 | Життя удвох ( Життя в парах )                                    | Пеггі                                                      |                    |
| 1959 | Ви не маєте нічого декларувати?                                  | Глорія Фронтіньяк                                          |                    |
| 1959 | Шлях школярів ( Шлях молоді )                                    | Флора                                                      |                    |
| 1963 | Вісім з половиною                                                | Мадлен, французька акторка                                 |                    |
| 1964 | Desafio в Ріо Браво («Стрілки Ріо-Гранде»)                       | Дженні Лі                                                  |                    |
| 1964 | Анжеліка, маркіза ангелів                                        | Велика Міс                                                 |                    |
| 1965 | Повернення                                                       |                                                            |                    |
| 1967 | Квіткова дівчина невинних                                        | Марія де Медічі                                            | Телевізійний фільм |